# Klokan dingiso
Klokan dingiso (Dendrolagus mbaiso) je druh klokana, který jako endemit obývá Sudirmanovo pohoří v západní části ostrova Nová Guinea (indonéská provincie Papua).

## Popis
Dosahuje délky 66–67 cm, jeho váha se odhaduje mezi 6,5 a 14,5 kg (jediné dva zvážené exempláře, obě samice, měly osm a devět kilogramů), huňatý ocas měří okolo půl metru. Srst je černě zbarvená s bílými skvrnami na břiše, čenichu a čele. Na rozdíl od jiných příslušníků rodu Dendrolagus (doslova stromový klokan) netráví většinu času na stromech. Živí se listím a ovocem, ozývá se pronikavým hvízdáním.

## Způsob života
Žije v subalpínských lesích a křovinách v nadmořské výšce 2700–3500 m. Vzhledem k obtížně přístupnému areálu, který zaujímá jen okolo 4000 km², je o něm známo velmi málo: objevil ho teprve v květnu roku 1994 australský zoolog Tim Flannery, poprvé byl nafilmován až v roce 2009 pro televizní seriál South Pacific. Vzhledem k postupu civilizace do hor, který ho připravuje o přirozené životní prostředí, je klasifikován jako ohrožený taxon.

## Vztahy s člověkem
Bývá označován také jako bondegezou nebo mbaiso – tento výraz pochází z jazyka kmene Moniů a znamená „zakázané zvíře“. Podle víry domorodců je totiž klokan jejich předkem a na jeho zabití je uvaleno přísné tabu.